# Gagea polymorpha
Gagea polymorpha là một loài thực vật có hoa trong họ Liliaceae. Loài này được Boiss. miêu tả khoa học đầu tiên năm 1842.